# BMW International Open
Ne pas confondre avec le BMW PGA Championship.
Le BMW International Open est un tournoi annuel du circuit européen. Il s'est déroulé sur différents parcours proches de la ville de Munich, siège de la firme BMW. Depuis 2001, il se dispute sur le  Golfclub München Eichenried à Pulheim.
L'édition 2020, initialement prévue du 25 au 28 juin, est finalement annulée le 17 avril, en raison de la pandémie de maladie à coronavirus,.

## Palmarès
| Année | Vainqueur                        | Nationalité                      |
| ----- | -------------------------------- | -------------------------------- |
| 1989  | David Feherty                    | Irlande du Nord                  |
| 1990  | Paul Azinger                     | États-Unis                       |
| 1991  | Sandy Lyle                       | Écosse                           |
| 1992  | Paul Azinger (2)                 | États-Unis                       |
| 1993  | Peter Fowler                     | Australie                        |
| 1994  | Mark McNulty                     | Zimbabwe                         |
| 1995  | Frank Nobilo                     | Nouvelle-Zélande                 |
| 1996  | Marc Farry                       | France                           |
| 1997  | Robert Karlsson                  | Suède                            |
| 1998  | Russell Claydon                  | Angleterre                       |
| 1999  | Colin Montgomerie                | Écosse                           |
| 2000  | Thomas Bjørn                     | Danemark                         |
| 2001  | John Daly                        | États-Unis                       |
| 2002  | Thomas Bjørn (2)                 | Danemark                         |
| 2003  | Lee Westwood                     | Angleterre                       |
| 2004  | Miguel Ángel Jiménez             | Espagne                          |
| 2005  | David Howell                     | Angleterre                       |
| 2006  | Henrik Stenson                   | Suède                            |
| 2007  | Niclas Fasth                     | Suède                            |
| 2008  | Martin Kaymer                    | Allemagne                        |
| 2009  | Nick Dougherty                   | Angleterre                       |
| 2010  | David Horsey (en)                | Angleterre                       |
| 2011  | Pablo Larrazábal                 | Espagne                          |
| 2012  | Daniel Willett                   | Angleterre                       |
| 2013  | Ernie Els                        | Afrique du Sud                   |
| 2014  | Fabrizio Zanotti                 | Paraguay                         |
| 2015  | Pablo Larrazábal (2)             | Espagne                          |
| 2016  | Henrik Stenson (2)               | Suède                            |
| 2017  | Andrés Romero                    | Argentine                        |
| 2018  | Matt Wallace                     | Angleterre                       |
| 2019  | Andrea Pavan                     | Italie                           |
| 2020  | Annulé (pandémie de coronavirus) | Annulé (pandémie de coronavirus) |
| 2021  |                                  |                                  |